# Requisit (enginyeria)
En enginyeria, un requisit (o requeriment) és una necessitat singular documentada que un determinat producte o servei ha de ser o fer. És més comunament usat en un sentit formal en enginyeria de sistemes, enginyeria del programari o enginyeria empresarial. És una declaració que identifica un atribut necessari, capacitat, característica, o qualitat d'un sistema perquè tingui valor i utilitat per a un usuari.
En l'enfocament de l'enginyeria clàssica, grups de requisits s'utilitzen com entrades en les etapes de disseny de desenvolupament de productes. Els requisits són també una aportació important en el procés de verificació, des que les proves s'haurien de remuntar a requisits específics. Requisits mostren quins elements i funcions són necessaris per al projecte en particular.
La fase de desenvolupament de requisits pot estar precedida per un estudi de viabilitat, o una fase d'anàlisi conceptual del projecte. La fase de requisits pot dividir-se en l'elicitació de requisits (recollint, entenent, revisant i articulant les necessitats dels grups d'interès), anàlisi (buscant la coherència i integritat), especificació (documentació dels requisits) i validació (assegurant-se que els requisits especificats siguin correctes).

## Productes i requisits de procés
Els projectes són sotmesos a tres tipus de requisits:
- Requisits de negoci descriuen en termes de negoci què s'ha de ser lliurat o realitzat per proporcionar valor.
- Requisits de producte descriuen propietats d'un sistema o producte (que podrien ser una de diverses formes per aconseguir un conjunt de requisits de negocis).
- Requisits de procés descriuen activitats realitzades per l'organització desenvolupadora. Per exemple, els requisits de procés podrien especificar metodologies específiques que s'han de seguir, i les limitacions que l'organització ha d'obeir.

Requisits de producte i de procés estan estretament vinculats. Requisits de procés sovint especifiquen les activitats que s'han de realitzar per satisfer un requisit de producte. Per exemple, un requisit de cost màxim de desenvolupament (un requisit de procés) es pot imposar per ajudar a assolir el requisit de preu màxim de venda (un requisit de producte); un requisit perquè el producte sigui fàcil de mantenir (un requisit de producte) sovint s'encara imposant requisits per seguir estils particulars de desenvolupament (per exemple, la programació orientada a objectes), guies d'estil, o un procés de revisió/inspecció (requisits de procés).

## Requisits en sistemes i enginyeria de programari
A l'enginyeria de sistemes, un requisit pot ser una descripció del que un sistema ha de fer, a què es refereix com un requisit funcional. Aquest tipus de requisit especifica alguna cosa que el sistema produït ha de ser capaç de fer. Un altre tipus de requisit s'especifica sobre el mateix sistema, i com de bé realitza les seves funcions. Tals requisits s'anomenen sovint requisits no funcionals, o «requisits d'acompliment» o «qualitat del servei». Exemples d'aquests requisits inclouen la facilitat d'ús, disponibilitat, fiabilitat, compatibilitat, capacitat de prova i facilitat de manteniment.
Un recull de requisits defineix les característiques o trets del sistema desitjat. Una «bona» llista de requisits, al més lluny possible, evita dir com el sistema ha de complir els requisits, deixant aquestes decisions al dissenyador del sistema. Especificar com s'hauria d'implementar el sistema es diu «biaix d'aplicació» o «enginyeria de solucions». No obstant això, les limitacions de la implementació de la solució poden ser vàlidament expressades pel futur propietari, per exemple per les interfícies necessàries per a sistemes externs; per la interoperabilitat amb altres sistemes, i d'elements comuns (per exemple, les interfícies d'usuari) amb altres productes de propietat.
A l'enginyeria del programari, els mateixos significats de requisits s'apliquen, excepte que el focus d'interès és el programari mateix.